# Cola Cola jazz
Cola Cola jazz est un roman de Kangni Alem paru en 2002 aux éditions Dapper,. L’ouvrage remporte le Grand Prix littéraire d'Afrique noire en 2003.